# Robert Bérard (écrivain)
Pour les articles homonymes, voir Bérard.
Pour le joueur de football, voir Robert Bérard.
Robert Bérard est un écrivain français.
Il est spécialiste de la corrida.

## Biographie
Né en 1934 à Arles, il devient enseignant et dirige l'école Marie-Soboul. De 1977 à 1983, il est adjoint au maire de Nîmes.
Critique littéraire et taurin, il évoque avec Dans les coulisses de la corrida (1996) « le rôle des subalternes et des humbles qui aident à la renommée des maestros ». Avec La Tauromachie (2003), il livre un dictionnaire encyclopédique qualifié de « bible de l'aficionado ».
En 1985, il est élu correspondant de l'Académie de Nîmes, mais démissionne par la suite.

## Ouvrages
- Dans les coulisses de la corrida (préf. François Coupry), Pont-Saint-Esprit, La Mirandole, 1996  (ISBN 2-909282-41-4).
- La Tauromachie : histoire et dictionnaire, Paris, Robert Laffont, 2003  (ISBN 2-221-09246-5).
- Avec Jean-Marie Magnan et Francis Wolff, Une corrida pour l'histoire, Dax, Passiflore, 2012  (ISBN 978-2-918471-14-1).

## Prix
- Prix Hemingway 2007[1].